# Noumea hongkongiensis
Noumea hongkongiensis is een zeenaaktslak die behoort tot de familie van de Chromodorididae. Deze slak komt voor nabij de kusten van Hongkong en Japan. Ze werd genoemd naar haar eerste vindplaats nabij Hongkong.
De slak is wit gekleurd, met een witte mantelrand. De kieuwen en de rinoforen zijn oranje. Ze wordt, als ze volwassen is, zo'n 20 mm lang. Ze voeden zich met sponzen.